# Everardo González Reyes
Everardo González Reyes (Fort Collins, Colorado, EUA, 1971) és un director, productor i fotògraf de cinema documental mexicà nascut als Estats Units. Està diplomat de la carrera de Comunicació Social per part de la Universitat Autònoma Metropolitana, i de la carrera de Cinematografia del Centre de Capacitació Cinematogràfica (CCC). També és membre de l'Academia Mexicana de Artes y Ciencias Cinematográficas.

## La canción del pulque(2003)
La canción del pulque (2003) a ser el seu primer llargmetratge documental. Va rebre el Premi Ariel al millor llargmetratge documental i la nominació a millor opera prima. Va obtenir els premis Mayahuel a la Millor Fotografia i Edició de llargmetratge mexicà en el Festival Internacional de Cinema a Guadalajara. Va obtenir, a més, l'Esment Especial del Jurat en el 1r Festival Internacional de Cinema de Morelia.

## Los ladrones viejos: las leyendas del artegio(2007)
Los ladrones viejos: las leyendas del artegio (2007) va ser el seu segon documental, distingit també en els premis Ariel i en el festival de Guadalajara. Tràfic sobre els lladres més famosos de Mèxic, que al moment del rodatge complien sentències en la presó.

## El cielo abierto(2010)
El seu tercer documental fou El cielo abierto (2010), sobre Monsenyor Óscar Arnulfo Romero, la veu dels sense veu a El Salvador, el pastor que enmig d'una de les guerres civils més crues del continent, es va atrevir a dir que la missió de l'Església és la identificació amb els pobres. Monsenyor Romero va ser assassinat el 24 de març de 1980, en un d'aquests crims llargament anunciats.

## Cuates de Australia(2011)
El quart documental de González, Cuates de Australia (2011), t tracta sobre un ejido situat en Coahuila (nord-est de Mèxic), on es realitza cada any un èxode amb motiu de la cerca de l'aigua que escasseja durant la temporada de sequera. En aquest exili, homes, dones, ancians i nens esperen l'arribada de les primeres gotes de pluja per a llavors tornar a la seva terra; metàfora d'un poble que durant el seu caminar, s'amaga de la mort. També ha estat guardonat en múltiples ocasions.

## Yermo(2020)[9]
Aquest últim documental és un viatge difús, multicultural i sense un recorregut definit a través de deu deserts al voltant del món: des de Atacama, a Xile, fins a Sàhara Occidental, al Marroc, passant per altres països com Mongòlia, Islàndia, els Estats Units, Mèxic, el Perú i el Pakistan. Emprèn un viatge sense guió preconcebut amb la finalitat de capturar la quotidianitat de les comunitats que allí habiten. Els diferents retrats revelen pros i contres de viure en aquests paisatges àrids, inhòspits i tan aliens a la geografia de la civilització moderna, sense caure purament en l'estudi etnogràfic sinó aprofundint una fibra transversal i unificadora: l'ésser humà.

## Distribuïdora Artegios
En el 2014, va fundar la distribuïdora de cinema documental Artegios, juntament amb Roberto Garza Angulo, un dels productors de Los ladrones viejos, i Juan Patricio Riveroll, escriptor i director de cinema.

## Filmografia
- 2003: La canción del pulque
- 2007: Los ladrones viejos
- 2011: Cuates de Australia
- 2011: El cielo abierto
- 2015: El Paso
- 2017: La libertad del diablo